# 人文科学
人文科学（じんぶんかがく、英語: humanities）、あるいは人文学（じんぶんがく、英語: humanities中国語: 人文学科）は、人間社会と文化の側面について研究する学問分野であり、人間が抱く根本的な疑問を含むものを指す。自然科学、社会科学、形式科学、また応用科学と並ぶ学問の分類である。
英語における「Humanities」は「人文学」のことを指し、人文学部（人文科学部）はFaculty of Humanitiesと英訳される。

## 歴史
元々「Humanities（ヒューマニティーズ）」は、ルネサンス期に栄えた人文主義（ヒューマニズム）に由来する。明治期以降の流入時に、「humanities」は「人文学」と訳された。学問を二分する分類法が採用されていた時代には、自然科学に対して、現在の社会科学に分類される学問とあわせて「文化科学」と分類されていた。岸本は、18世紀から19世紀にかけて政治学・経済学・法学などがいずれも固有の領域を確定したことで、20世紀の半ば以降それらは「社会科学」と呼ばれて分けられるようになり、残りが人文学と呼ばれるようになったとしている。
現代において、学問は大きく自然科学、形式科学、社会科学および人文学（人文科学）に分けられる。
ルネサンス期における学者や芸術家はヒューマニストと呼ばれた。当時、「Humanities」という言葉は古典や言語についての研究を指し、宗教や神学に対置されるものとして当時の大学における世俗的なカリキュラムの重要な部分を占めていた。

## 「人文学」と「人文科学」
Humanities（人文学）という英語は、Science（科学）という意味は含まない。中国語では人文学とのみ表記されており、人文学と科学とは分けられている。
安酸敏眞は、「一言でいえば、「人文学」は本来的にはlearningであり、「人文科学」は文字通りscienceである」とし、「人文学」という概念の洗い直しの必要性を指摘している。
中田力は、人文科学という用語は日本独特のものであり、学問の二大体系ともいえる人文学と科学を同等に列記するためには科学という言葉を共有する必要があったとしている。

## 人文学とされる分野
日本の大学ではたいてい、「人文系」の学問分野の教育・研究を主に文学部などがおこなうが、大学によっては「人文(科)学部」という学部を設置しているところもある。
- 語学 - 該当教育機関が設置されている国の標準語（英語圏なら英語、ドイツ語圏ならドイツ語、フランス語圏ならフランス語、日本なら現代日本語など母語）や外国語（プログラム言語は含まない）
- 言語学
- 文学
- 歴史学
- 倫理学
- 哲学/思想
- 美学/芸術学
- 宗教学/神学
- 民俗学
- 人類学-文化人類学[注 1]
- 地理学-人文地理学[注 2]

### 人文学要素がある社会科学
- 教育学
- 心理学
- 社会学
- 人間科学